# مرغ حق پرنسیپ
مرغ حق پرنسیپ ( Otus bikegila ) گونه‌ای از مرغ حق‌ها است که تنها در جزیره پرنسیپ در سائوتومه و پرنسیپ ، کشور جزیره‌ای در خلیج گینه در سواحل غرب آفریقا یافت می‌شود. نخستین بار توسط صدای شبانه متمایز آن مورد توجه قرار گرفت، ولی به طور رسمی در سال 2022 توصیف شد. با توجه به تعداد کم جمعیت و محدوده کوچک آن، پژوهشگران از اتحادیه بین‌المللی حفاظت از طبیعت خواسته‌اند تا آن را به شدت در معرض خطر اعلام کند.
ندای پرنده به عنوان "tuu" توصیف شده است، که به سرعت، گاهی در دوئت تکرار می‌شود. تقریباً به محض تاریک شدن هوا، پرندگان شروع به صدا زدن می‌کنند.
نام لاتین این گونۀ جغد به افتخار پارکبان و طوطی‌گیر پیشین سیسیلیانو "بیکگیلا" دو بوم ژسوس داده شد.